# Acacia pycnostachya
Acacia pycnostachya é uma espécie de leguminosa do gênero Acacia, pertencente à família Fabaceae.